# Fernando Calzada Falcón

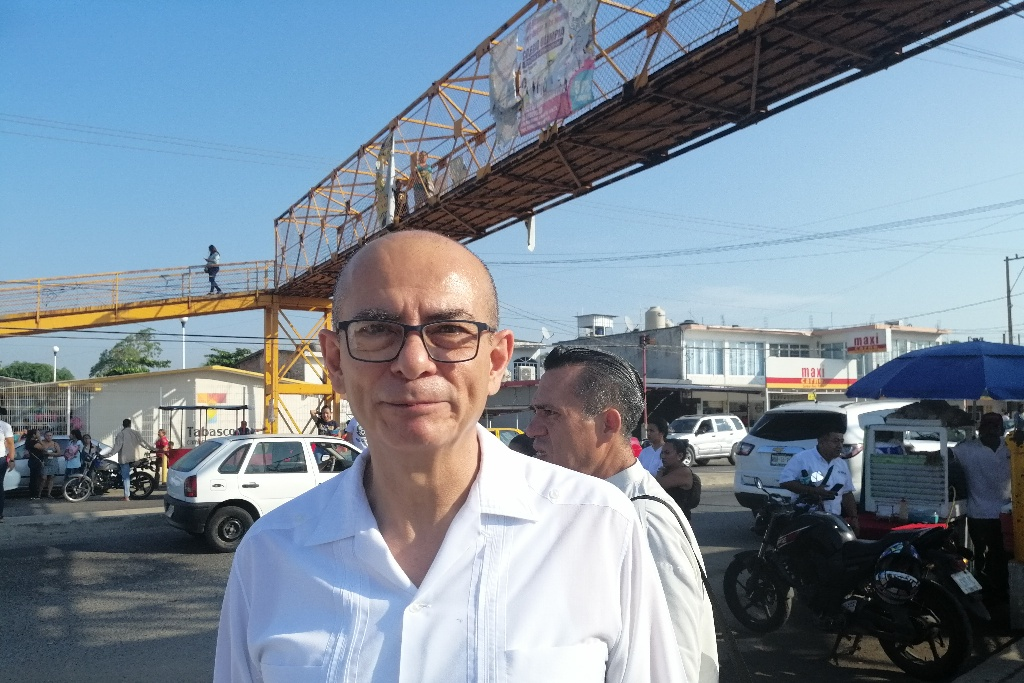

Fernando Calzada Falcón (nacido el 17 de septiembre de 1956 en el antiguo D.F.) es un economista, autor y político mexicano con fuertes raíces en Tabasco. Es el actual Director de Finanzas del Ayuntamiento de Centro, Tabasco.

## Biografía

### Vida personal
Es hijo de Fernando Calzada Alvarado y Aida Falcón Noverola, esta última originaria de Cacaos, Jalapa, Tabasco. Tiene cuatro hermanos: Claudia, José Ramón, Isabel y Lorenzo. Se casó el 21 de diciembre con la Maestra Patricia Rodríguez Penagos, de origen chiapaneco, y juntos tuvieron dos hijos: Fernando y Alejandra.

### Estudios
Obtuvo su licenciatura en Economía con Mención Honorífica de la Facultad de Economía de la Universidad Nacional Autónoma de México (UNAM), donde también impartió cátedra. 
Posee una maestría en Docencia Económica por la UNAM, un Curso-Especialidad en Política Presupuestal, así como un Diplomado en Finanzas Públicas Locales para la Competitividad y el Desarrollo. Su tesis, "La Teoría del Comercio Internacional: Un Itinerario", le valió la Medalla Gabino Barreda.

### Carrera Política y Trayectoria Profesional
Ha ocupado diversos cargos como Secretario de Finanzas del Gobierno del Estado de Tabasco, Secretario de Planeación y Finanzas del mismo gobierno, y Delegado Federal de la Secretaría del Medio Ambiente, Recursos Naturales y Pesca (SEMARNAP) en Tabasco. También ha sido Coordinador General del Comité de Planeación para el Desarrollo de Tabasco, y Secretario Técnico del Consejo Estatal de Población.
Fue comentarista de Asuntos Económicos en el noticiero Enlace de Canal 11 de T. V., coordinador del Centro de Estudios del Desarrollo Económico de la FE-UNAM, Secretario de Investigación Económica de la revista especializada, y asesor del Consejo Nacional para la Cultura y Recreación de los Trabajadores (CONACURT). Ha impartido numerosas conferencias en toda la República Mexicana y ha escrito más de 600 artículos en diarios nacionales como La Jornada, El Universal, El Nacional y Crónica, en tanto que desde enero de 2010 hasta enero de 2013 colaboró semanalmente para Milenio Tabasco y luego Diario de Tabasco.

### Ámbito Académico
Ha ejercido como docente de tiempo completo en la Facultad de Economía de la Universidad Nacional Autónoma de México (UNAM) de 1981 a 1992. Durante su estancia en dicha institución, desempeñó el papel de coordinador en el Centro de Estudios para el Desarrollo Económico de México (CEDEM). 
En 1990 le fue otorgado el reconocimiento de la Distinción Universidad Nacional para Jóvenes Académicos, que se concede a académicos menores de 40 años. Además, ha sido profesor invitado en la Universidad Juárez Autónoma de Tabasco(1996-1998), así como en la Universidad Popular de la Chontalpa (1998-2000) y en la Universidad Tecnológica de Tabasco (2013-2018) ocupando también el cargo de rector en las dos últimas. A lo largo de su trayectoria, ha impartido numerosos cursos y conferencias.

### Publicaciones
Es autor de varios libros en materia económica, entre ellos "Federalismo y Finanzas Públicas", "Federalismo Hacendario", "Desarrollo Sustentable en Tabasco", "Teoría del Comercio Internacional", "Pensar nuestro tiempo" y "Así se negoció la Deuda".

### Experiencia Legislativa
De 2007 a 2009 fue diputado local en la LIX legislatura de Tabasco, desempeñando la presidencia de la Junta de Coordinación Política. Asimismo, en las elecciones federales del 2009 fue postulado como candidato plurinominal por la Tercera Circunscripción para la Cámara Federal de Diputados.